# Rem als Jocs Olímpics d'estiu de 1906
Als Jocs Olímpics d'Estiu de 1906 a Atenes (Grècia) es disputaren sis proves de rem. Actualment anomenats Jocs Intercalats, avui dia no són considerats oficials pel Comitè Olímpic Internacional.

## Resum de medalles
| Prova                    | Or                                                                                              | Argent                                                                                           | Bronze                                                                                                 |
| Scull individual         | Gaston Delaplane                                                                                | Joseph Larran                                                                                    | no atorgat                                                                                             |
| 2 amb timoner 1000 m     | Itàlia · Enrico Bruna · Giorgio Cesana · Emilio Fontanella                                      | Itàlia · Emilio Cesarana · Francesco Civera · Luigi Diana                                        | França · Gaston Delaplane · Charles Delaporte · Marcel Frébourg                                        |
| 2 amb timoner 1 milla    | Itàlia · Enrico Bruna · Giorgio Cesana · Emilio Fontanella                                      | Equip mixt · Max Orban · Remy Orban · Theofiliakos Psiliakos                                     | França · Adolphe Bernard · Joseph Halcet · Jean-Baptiste Mathieu                                       |
| 4 amb timoner            | Itàlia · Enrico Bruna · Giorgio Cesana · Emilio Fontanella · Giuseppe Poli · Riccardo Zardinoni | França · Gaston Delaplane · Charles Delaporte · Léon Delignières · Paul Echard · Marcel Frébourg | França · Adolphe Bernard · Joseph Halcet · Jean-Baptist Laporte · Jean-Baptist Mathieu · Pierre Sourbé |
| Bots navals (6 membres)  | Itàlia · Equip Varese                                                                           | Grècia · Equip Spetsai                                                                           | Grècia · Equip Hydra                                                                                   |
| Bots navals (16 membres) | Grècia · Equip Poros                                                                            | Grècia · Equip Hydra                                                                             | Itàlia · Equip Varese                                                                                  |

## Medaller
| Posició | País       | Or | Argent | Bronze | Total |
| 1       | Itàlia     | 4  | 1      | 1      | 6     |
| 2       | França     | 1  | 2      | 3      | 6     |
| 3       | Grècia     | 1  | 2      | 1      | 4     |
| 4       | Equip mixt | 0  | 1      | 0      | 1     |